# Serious Sam II
Serious Sam II (або Serious Sam 2) — науково-фантастична відеогра в жанрі шутера від першої особи. Розроблена хорватською компанією Croteam і випущена у 2005 році для ПК та Xbox. Гра стала доступна у Steam 31 січня 2012 року.

## Ігровий процес

### Зброя
- Вжик — початкова зброя, яка перебуває на озброєнні у Сімби, Зікс і ельфісів. Стріляє невеликими вогняними кулями. Сила варіюється залежно від затримки перед пострілом.
- Кольт «Анаконда» — початкова зброя з необмеженим боєзапасом і лазерним прицілом. Ефективна проти дрібних ворогів на будь-якій відстані. Аналог револьвера «Шофілд» з перших частин.
- Циркулярна пилка — початкова зброя, єдина зброя ближнього бою, переважно потрібна для знищення ящиків, бочок і глечиків з бонусами, а також для знищення дрібних ворогів.
- Авторушниця — багатоствольна автоматична рушниця. Ефективна на малих і середніх відстанях проти слабких і середніх ворогів. Максимальний запас набоїв — 200.
- Двостволка — укорочена двоствольна рушниця, схожа на обріз без приклада. Сила пострілу вдвічі більше, ніж у авторушниці (хоча використовуються ті ж патрони), але менша скорострільність. Дальність прицільного пострілу також зменшена приблизно удвічі. Максимальна кількість набоїв — 200.
- Узі — відомий міні-автомат, яких можна носити образу два, по одному в кожній руці. Ефективний проти скупчень слабких і середніх ворогів на середніх дистанціях. Максимальна кількість набоїв — 1000.
- Мініган XM214A — дев'ятиствольний кулемет системи Гатлінга. Використовує ті ж боєприпаси, що й Узі. Ефективний проти скупчень будь-яких ворогів на будь-яких дистанціях, володіє величезною скорострільністю, проте точність падає з відстанню. Нарівні з Узі має найбільший боєзапас серед усіх видів зброї.
- Ракетниця XPML30 — пристрій для пуску некерованих ракет з досить високою скорострільністю. Ефективна проти броньованих і повільних ворогів. Стрілянина з неї поруч з перешкодами небезпечна, інакше вибух може зачепити самого Сема. Максимальна кількість ракет — 50.
- Гранатомет MK4 — пристрій для пуску некерованих гранат. Дальність польоту гранат варіюється залежно від затримки перед пострілом. Якщо граната влучає в живих ворогів, вона детонує миттєво. Інакше — за кілька секунд після пострілу. Гранати відбиваються від перешкод і летять по дузі — тож ними зручно стріляти за ріг і через стіни. Потужність гранати перевершує потужність ракети. Максимальний боєзапас той же, що і у ракетниці.
- Снайперська гвинтівка «Хижак» — гвинтівка зі снайперського прицілом. Ефективна тільки ведучи прицільний вогонь. Максимальна кількість набоїв — 50.
- Клюдовік — подарунок вождя сімб з планети М'Дігбо. Зелений папуга з бомбою на шиї. Вибух завдає вдвічі більше шкоди, ніж снайперська гвинтівка. При пуску Клюдовік летить не прямо, а до найближчого ворога. Дуже ефективний для вбивства літаючих ворогів. Максимальна кількість клюдовіків — 12.
- Плазмомет XL808 — пристрій для пуску черг енергетичних імпульсів. Швидкість польоту імпульсів нижча, ніж у куль, натомість вони автоматично наводяться на ворогів поблизу. Максимальна кількість зарядів плазми — 500.
- Гармата — аналог гармати з першої частини, але тут ній містяться різні індикатори і циферблати. Затримавши постріл, можна регулювати його дальність. Якщо ядро не влучає в ціль, воно котиться і згодом вибухає. Ядра відлітають від перешкод, від запуску до вибуху — 10 секунд, тому Сем може підірватися на власному ядрі. Максимальний боєзапас — 30.
- Супербомба — бомба з логотипом «Крутого Сема». Всього їх можна одночасно мати не більш трьох. При вибуху гинуть всі противники в полі зору гравця.
- Граната — звичайна осколкова граната, що запускається шляхом натискання на праву кнопку мишки. Сила кидка залежить від затримки перед кидком. Максимальна кількість гранат — 30.

### Транспорт
- Антиграв — поширений антигравітаційний апарат, що володіє середнім захистом і високою вогневою міццю. Існує три версії: антиграв наземний (літає на невеликій висоті над землею), антиграв наземний ножовий (додатково може підрізати ворогів на шляху) і антиграв-винищувач (літаючий).
- Динозавр — живий транспорт, що зустрічається тільки на першому рівні планети М'Дігбо. Не дуже добре захищений, видихає вогняні кулі. Є два види динозавра — невеликий і дорослий (другий різновид доступний після знаходження секретного місця на рівні).
- Бойова куля — каркасна засклена сфера з шипами, в яку Сем може залізти і спрямовувати її в потрібному напрямку. Може розбитися при падінні.
- Вертоліт — використовується для знищення боса Хьюго.
- Різні види турельних установок — нерухомі вогневі точки, як правило з круговим сектором обстрілу і середнім захистом. До них належать плазмові гармати, гармати «Вулкан», цибулемети і керовані середньовічні гармати.

### Вороги
- Орк-піхотинець — рядовий орк у зеленій формі. Стріляє зеленими плазмовими снарядами. Зазвичай нападають загонами.
- Орк-командир — орк у червоній формі. Озброєний плазмовим пістолетом і гранатами, здатен ухилятися від атак. Також зустрічаються літаючі командири з пропелером на спині.
- Орк-плазмометник — орк у синій формі, стріляє плазмовими зарядами з невеликим самонаведенням.
- Орк-гранатометнік — орк у коричневій формі, використовує гранатомет.
- Орк-жених — секретний ворог у рожевій формі. Озброєний вжиком і знаходиться в королівських каналізаціях. У грі зустрічається в єдиному екземплярі.
- Штурмовик — швидкісний повітряний ворог. Стріляє чергами з лазерної зброї. Має тенденцію врізатися на повному ходу у високі споруди. Слабо захищений, але в нього важко поцілити.
- Вертоліт — озброєний ракетами з неточним самонаведенням, кулеметом і авіабомбами. Середньо захищений, літає на невеликій швидкості. Зустрічається практично на всіх рівнях.
- Винищувач — стрімкий бомбардувальник, що атакує з одного заходу, після чого довго не повертається.
- Павук — робот, виконаний у вигляді червоного павука. Атакує отруйними снарядами, причому передбачає рух Сема. Великі екземпляри дуже небезпечні, по суті є одними з найвитриваліших і найбільших рядових супротивників. Також великі павуки випускають малих на полі бою.
- Камікадзе — безголовий солдат, на відміну від камікадзе з першої частини не тримає бомби в руках, а несе замість голови бомбу на пружині. Під час нападу волає і вибухає, якщо добіжить до Сема.
- Заведений носоріг — механізм у формі носорога з шипами навколо ніг. При нападі відкидає Сема.
- Скорп-солдат — комахоподібні істоти, озброєні плазмометом. Зустрічаються дрібні (жовті) і великі (червоні) екземпляри. Жовтий стріляє чергами і прямим наведенням, а червоний — по дузі, від його снарядів простіше ухилитися. Аналогічний молодому і дорослому арахноїдам з першої частини.
- Скелет із кліром — аналог супротивника з першої частини серії, тільки трохи змінений зовні. Озброєний молотом.
- Літаючий клір — скелет із крилами і палаючою головою. Озброєний дробовиком. Слабкий воїн далекого бою.
- Бикодроїд — мінотавр на гусеничному ходу. Періодично вимовляє нерозбірливі фрази хорватською мовою. В грі наявні три типи бикодроїдов: жовтий на гусеничної танкової платформі з плазмометами, червоний великий на потужних ногах, і червоний бикодроїд на танковій платформі з двома ракетницями.
- Зомбі-брокер — одягнений в діловий костюм, слабо захищений, але може відновлювати здоров'я з часом. Якщо підстрелений — падає, але якщо не розірваний на шматки, через деякий час знову оживає і піднімається. Озброєний дробовиком, який стріляє з досить великим розкидом дробу. Вимовляє фрази італійською мовою.
- Ящер — зелена рептилія з двома лапами і величезною пащею. Зазвичай нападає зграями і атакує в ближньому бою. Поодинці слабкі.
- Троглодит — сірий дикун, несе щит і важку палицю. Атакує тільки в ближньому бою. Слабкий ворог, однак зустрічаються агресивніші великі екземпляри без щита.
- Труп з мініганом — вразливий ворог з мініганом. Небезпечний на відкритій місцевості. Одягнений в уніформу військовослужбовця Вермахту. Вимовляє фрази німецькою мовою.
- Циклоп-альбінос — небезпечний ворог, схожий на величезну білу горилу. Сильний в ближньому бою, досить витривалий і швидкий. Може нести на собі пекельну діву або випускати на поле бою зомбі-брокерів. Стріляє енергетичними кулями, які вириваються у нього з живота. Знищується кількома пострілами з ракетниці, гранатами або клюдовіками.
- Пекельна діва — літаюча демониця, що жбурляє в Сема вогненні тризубці. При сильній атаці, сама по собі вразлива.
- Онан Бібліотекар (англ. Onan The Librarian, пародія на «Conan The Barbarian», Конан-Варвар) — повільний ворог далекого бою, середньо захищений дикун. Кидає двосічні сокири.
- Пекельний куля — середній ворог ближнього бою. Атакуючи її, можна змінювати напрямок її руху.
- Пес — дрібний і настирливий ворог ближнього бою.
- Цербер — триголовий чорний собака, здатний швидко бігати та дихати вогнем.
- Ракетна / плазмова турель — нерухомий ворог далекого бою. Середньої небезпеки.
- Механозавр — динозавр-кіборг з сигарою і на курячих ніжках. Важко захищений, озброєний ракетницею". Аналог великого біомеханоїда з перших частин серії.
- Кунг-зомбі — швидкий ворог далекого і ближнього бою. Озброєний зазубреним метальним диском. Б'ється в стилі кунг-фу; вимовляє фрази японською мовою.
- Кунг-майстер — літаючий ворог дальнього бою. Використовує самонавідні енергетичні снаряди.
- Клоун — товстий клоун-камікадзе на одноколісному велосипеді, в руках несе пироги з вибухівкою. Петляє з боку в бік, щоб у нього було складніше влучити, але при наближенні до Сема їде вже по прямій.
- Відьма — середній противник далекого бою. Можуть бути літаючі (на мітлі) і наземні (в горщику). Жбурляються в Сема черепами. Оригінальне ім'я — Yagoda, що укупі з зовнішнім виглядом відьми є відсиланням до Баби-Яги зі слов'янської міфології.
- Кістяна змійка — воїн далекого бою, що випускає вогняні кулі. Сила залежить від розмірів.
- Кентавр — слабкий ворог далекого бою, озброєний луком і стрілами.
- Гармата — нерухомий ворог, стріляє ядрами. Повний аналог турельної гармати з першої частини серії. Середньо захищена.
- Американський футбоорк — ворог далекого і ближнього бою, подібний до гравця в американський футбол. Дуже швидко пересувається, жбурляє вибуховий м'яч. Якщо наздожене Сема, то відкидає його назад. Має середній захист, зазвичай нападає групами.
- Флаєр — літальний засіб, озброєне плазмовими знаряддями. Слабо захищений, відносно повільно пересувається.
- Гарпія — за винятком зовнішнього вигляду, повний аналог гарпій з першої гри. Стріляє помаранчевими зарядами і копає Сема при наближенні.
- Сніговик-ракетометник — секретний слабкий ворог, що зустрічається на одному з рівнів Кронора.
- Кактус-кулеметник — слабкий ворог далекого бою, що зустрічається на сіріанському шоу.
- Розвіддроїд — стрімкий, але слабкий літаючий ворог далекого бою, що стріляє лазерними променями.
- Реактор-інкубатор — ходяча броньована металева куля, що стріляє енергетичними кулями.

### Боси
- Квонг — бос на заключному рівні планети М'Дігбо. Величезна мавпа, на зразок Кінг-Конга. Власною зброєю Сем знищуватиме її дуже довго, тому завдання гравця — стримувати натиск воїнів Ментала і охороняти катапульти, з яких союзники розстріляють Квонга. Може кинутися в Сема каменем. За сценарієм убитого Квонг підсмажують на грилі і з'їдають місцеві жителі.
- Зум-зум — бос на заключному рівні планети Магнор. Являє собою величезного джмеля. Лікується біля гігантських ромашок, які Сему належить знищити. Випускає менших джмелів, атакує вогняними кулями і стріляє жалами. Знищується зі звичайного зброї.
- Принц Чань — бос на заключному рівні планети Чи-Фан. Величезний товстий і потворний гуманоїд, що нагадує малюка з широкою зубатою пащею, хвостом і короткими ногами. Поки він перебуває в своєму палаці, звичайна зброя проти нього марна, тому потрібно стріляти по Священному гонгу. Після цього Чань виходить і його можна добити ракетницею. Атакує сильною відрижкою, може затоптати.
- Кліровський — бос на заключному рівні планети Клір, скелет-маг. Середньо захищений, але атакує вогнем і його лікує магічний кристал. Необхідно пострілами розкривати призми і спрямувати крізь них промінь світла, аби він потрапив на кристал. Кліровський періодично закриває одну з призм в ланцюжку, тому слід відкривати її заново або шукати іншу. Після знищення кристала швидко добивається.
- Сесіл — бос на заключному рівні планети Елленьєр. Сентиментальний дракон рожевого кольору з довгими віями. Атакує вогненним диханням. Звичайна зброя проти нього марна, тому Сему потрібно користуватися бонусами високих стрибків і збирати стріли на скелях, а потім цими стрілами з баліст стріляти в дракона. За сценарієм Сесіла не вбивають, а він сам віддає Сему медальйон.
- Хьюго — бос на заключному рівні планети Кронор. Величезний робот, що з'являється з великої коробки. Простою зброєю Сема його неможливо знищити, а лише зі зброї вертольота, до якого Сем повинен добігти. Коли вертоліт знайдений і захоплений, Хьюго злітає і починає кружляти навколо, посилаючи ракети, лазерні промені чи таранячи вертоліт. Ракети з вертольота можуть завдати йому шкоди, проте одного боєкомплекту замало і його належить поповнювати на посдакових майданчиках.
- Фортеця Ментала — фінальний бос гри, величезна механічна піраміда на гусеницях. Атакувати її можна, сівши в антиграв, що стоїть неподалік. Коли бронепластини на піраміді розсуваються, з фортеці вилітають літаки-камікадзе і оголюється кристал, який і є вразливим місцем боса. Після кількох вильотів літаків фортеця лишається відкритою і атакує Сема вогняними кулями, ядрами й ракетами.

### Інші об'єкти і нейтральні персонажі
- Сімби — низькорослі сині гуманоїди з величезними вухами. Мешкають на планеті М'Дігбо.
- Зікс — також невисокі істоти, віддалено нагадують людей. Мають світло-коричневий колір шкіри. Мешкають на планеті Магнор.
- Чи-Че — карлики, що носять традиційний китайську одяг. На відміну від інших народів не так войовничі. Мешкають на планеті Чі-Фанг.
- Ельфіси  — істоти, найближчі до людей за зовнішнім виглядом. Живуть на планеті Еленьєр в обстановці Середньовіччя, але їхній одяг схожий на одяг вісімдесятих років XX століття. Крім того, їхній король схожий на знаменитого співака Елвіса Преслі.
- Гнаар — самець гнаара з попередньої частин. Однак тут він ворогом не є, і вміє говорити. Часто з'являється в ігрових роликах. Гнаара можна зустріти і в самій грі, де він переважно пов'язаний з секретами.

## Сюжет
Знайшовши в фіналі Serious Sam: The Second Encounter ракету, Серйозний Сем вирушає на планету Сіріус, щоб перемогти Ментала раз і назавжди. На шляху туди з Семом зв'язується Велика Рада Сіріуса і розповідає, що Сіріус захоплений Менталом. Для перемоги необхідно зібрати «Медальйон сили», оскільки тільки він здатний зробити безсмертного Ментала вразливим. Він складається з п'яти частин, розкиданих по різних планетах. Перша частина знаходиться у синьошкірих аборигенів сімба з планети М'Дігбо, друга — у племені зікс із Магнора, третя — у населення планети Чі-Фанг, четверта — у скелетоподібних клірів на планеті Клір, і п'ята у раси елфісів з планети Еленьєр. Проте всі п'ять частин були захоплені поплічниками Ментала: перший викрала величезна мавпа Квонг, другу вкрав зловісний велетенський джміль Зум-Зум, третю проковтнув потворний принц-малюк Чань, четверту маг Кліровський використовує у своїх ритуалах, а п'яту стереже дракон Сесіл. Рада Сіріуса дає Сему завдання роздобути медальйон, щоб переконатися в тому, що він «обраний» для боротьби з Менталом.
На покритій джунглями М'Дігбо Сем допомагає аборигенам боротися проти загарбників і стикається з Квонгом. Аборигени при допомозі Сема закидують мавпу з катапульт і потім засмажують її на згарищі. Забравши першу частину медальйона, герой вирушає на Мангор, планету велетнів, де навіть квіти й комахи велетенські. Він перемагає джмеля Зум-Зума, після чого переноситься на Чі-Фанг. Ця планета населена кумедними китайцями, котрими править принц Чань. Коли Сем знаходить принца, той тікає в палац на повітряній кульці, проте Сем наздоганяє його і знищує. Далі героєві доводиться опинитися на вулканічній планеті Клір, де здолати мага Клівровського, спрямувавши промінь крізь кристали. На останній планеті чудернацько змішане середньовіччя та сучасність, а король видає себе за Елвіса Преслі. Його вередливу доньку викрав дракон Сесіл, який тепер прагне її позбутись. Сем розстрілює дракона з баліст, після чого повертається до Великої Ради Сіріуса.
Він вирушає на Кронор, супутник Сіріуса, щоб активувати величезну орбітальну гармату і пробити енергетичний щит Сіріуса. Попутно він рятує полонених вояків альянсу, які повинні допомогти йому в контратаці, і знищує робота Ментала Хьюго. Під час наступу на Сіріус крізь діру в щиті встигає пролетіти тільки Сем, а його союзники залишаються зовні. Сем, летячи через столицю Сіріусополіс, зачіпає будівлю і зазнає аварії. Сему вдається дістатися до генератора щита, але потрапляє в пастку, і його змушують битися на смертельному шой. Нарешті, коли кораблі Альянсу прориваються на Сіріус і звільняють Сема. Героєві вдається дістатися до фортеці Ментала в формі величезної механічної піраміди на гусеницях. Але пробившись усередину, Сем знаходить всередині лише динамік, звідки Ментал, насміхаючись, каже, що він батько Сема. Лиходій встигає відлетіти з планети, на що Сем каже, що в нього багато питань до сценаристів гри. Під час титрів невідомі обговорюють гумор розробників і як може виглядати Ментал.
Після титрів у ролику, стилізованому під старе німе кіно, Сем приносить Раді медальйон. Але з'ясовується, що таких медальйонів у неї вже багато. Розлючений Сем починає ганятися за інопланетянами по їхній хатині.

## Музика
Всі музичні композиції у грі записані штатним композитором Дам'яном Мравунацем. Всупереч розхожій думці, група Undercode не брала участь у роботі над саундтреком до Serious Sam II, в грі є одна з її композицій, лише взята з Serious Sam: The Second Encounter.